# Jednostki pola powierzchni i objętości
Podstawową jednostką pola powierzchni jest metr kwadratowy (ozn. m²), a jednostką objętości – metr sześcienny (ozn. m³). Ze względów praktycznych używamy często jednostek będących ich wielokrotnościami, jak również innych jednostek zwyczajowych. Poniżej podano ich zestawienie.

## Jednostki pola
| Nazwa                | Symbol | Przeliczniki              | Przykład porównania lub typowego zastosowania                   |
| -------------------- | ------ | ------------------------- | --------------------------------------------------------------- |
| milimetr kwadratowy  | mm²    | 1 mm² = 0,000 001 m²      | jedna kratka papieru milimetrowego                              |
| centymetr kwadratowy | cm²    | 1 cm² = 0,000 1 m²        | cztery kratki w zeszycie rachunkowym                            |
| decymetr kwadratowy  | dm²    | 1 dm² = 0,01 m²           |                                                                 |
| metr kwadratowy      | m²     | 1 m² = 10000 cm² = 0,01 a | pole kwadratu o boku 1 m                                        |
| ar                   | a      | 1 a = 100 m²              | używany do oznaczania powierzchni działek                       |
| dekametr kwadratowy  | dam²   | 1 dam² = 100 m² = 1 a     | rzadko stosowany; równy arowi                                   |
| hektar               | ha     | 1 ha = 100 a = 10 000 m²  | używany do oznaczania powierzchni działek                       |
| hektometr kwadratowy | hm²    | 1 hm² = 10 000 m² = 1 ha  | rzadko stosowany; równy hektarowi                               |
| kilometr kwadratowy  | km²    | 1 km² = 1 000 m²          | używany do oznaczania powierzchni dużych działek, miast, państw |

## Jednostki objętości
| Nazwa                | Symbol | Przeliczniki                  | Przykład porównania lub typowego zastosowania                               |
| -------------------- | ------ | ----------------------------- | --------------------------------------------------------------------------- |
| pikolitr             | pl     | 1 pl = 10−12 l = 10−15 m³     | używany do oznaczania objętości kropel atramentu w drukarkach atramentowych |
| mililitr             | ml     | 1 ml = 0,001 l = 0,000 001 m³ | używany do oznaczania objętości małych naczyń                               |
| centymetr sześcienny | cm³    | 1 cm³ = 0,000 001 m³ = 1 ml   | używany do oznaczania pojemności skokowej silników; równy mililitrowi       |
| litr                 | l      | 1 l = 0,001 m³ = 1 000 cm³    | używany w gospodarstwie domowym i handlu detalicznym                        |
| decymetr sześcienny  | dm³    | 1 dm³ = 0,001 m³ = 1 l        | rzadziej stosowany odpowiednik litra                                        |
| metr sześcienny      | m³     | 1 m³ = 1 000 l = 0,001 dam³   | objętość sześcianu o boku 1 m                                               |
| kilometr sześcienny  | km³    | 1 km³ = 1 000 m³              | używany do oznaczania objętości jezior, mórz i oceanów                      |